# Love's Crucible
Love's Crucible è un film muto del 1916 diretto da Émile Chautard. È l'adattamento per lo schermo di The Point of View, lavoro teatrale di Jules Eckert Goodman prodotto per Broadway da William A. Brady.

## Produzione
Il film fu prodotto dalla William A. Brady Picture Plays.

## Distribuzione
Il copyright del film, richiesto dalla World Film Corp., fu registrato il 12 febbraio 1916 con il numero LU7632.
Distribuito dalla World Film, il film uscì nelle sale cinematografiche statunitensi il 14 febbraio 1916.